# Kurt Couto
Kurt Leonel da Rocha Couto (ur. 14 maja 1985 w Maputo) – mozambicki lekkoatleta specjalizujący się w biegu na 400 metrów przez płotki. Olimpijczyk z Aten i Londynu.
W 2002 bez sukcesów startował w mistrzostwach świata juniorów. W roku 2004 reprezentował swój kraj na igrzyskach w Atenach – odpadł w pierwszej rundzie z czasem 51,18. Dwa lata później zdobył brązowy medal, w biegu na 400 metrów przez płotki, na mistrzostwach Afryki, oraz złoty na igrzyskach Luzofonii. Rok później zdobył srebro na uniwersjadzie, a w 2009 wywalczył brąz na kolejnych Igrzyskach Luzofonii. W 2011 zajął trzecie miejsce na uniwersjadzie oraz drugie na igrzyskach afrykańskich. W 2012 ponownie brał udział w igrzyskach, w biegu przez płotki zajął, z czasem 51.55, 22 miejsce w półfinałach.
Czterokrotnie, bez większych sukcesów, startował na mistrzostwach świata (Helsinki 2005, Osaka 2007, Berlin 2009 oraz Daegu 2011).

## Rekordy życiowe
| Dystans                         | Wynik (s) | Miejsce | Data             |                  |
| ------------------------------- | --------- | ------- | ---------------- | ---------------- |
| Bieg na 400 metrów przez płotki | 49,02     | Praga   | 11 czerwca 2012  | rekord Mozambiku |
| Bieg na 400 metrów              | 46,50     | Windhuk | 13 kwietnia 2005 | rekord Mozambiku |